# Zonocerus variegatus
Zonocerus variegatus là một loài côn trùng thuộc họ Pyrgomorphidae. Đây là loài bản địa khu vực nhiệt đới châu Phi, và được xem là một loài gây hại cho cây trồng ở phần lớn Tây và Trung bộ châu Phi.

## Phân bố và môi trường sống
Zonocerus variegatus là loài gây hại cho nông nghiệp ở Ghana, Bờ Biển Ngà, Nigeria, Congo Brazzaville, Nam Benin và vùng Sahel. Nó là một loài côn trùng polyphagous, ăn nhiều loại cây khác nhau.

## Sử dụng
Loài châu chấu này là loài côn trùng được ăn nhiều nhất ở châu Phi và Zonocerus variegatus là loài phổ biến được ăn theo truyền thống trong nhiều thế kỷ. Vào mùa khô ở miền bắc Nigeria, châu chấu được bắt từ các bãi cỏ và bụi rậm trước bình minh, khi nghỉ ngơi. Sau đó, chúng được ngắt bỏ cánh, ướp muối và chiên ăn.
Loài châu chấu này chứa khoảng 10% chitin, các dẫn xuất của chúng được quan tâm trong nghiên cứu y tế, trong công nghiệp và nông nghiệp, để sản xuất nhựa phân hủy sinh học, sửa chữa vết thương, như một chất kích thích cây trồng, và như một loại thuốc diệt nấm mốc và nematic. 